# Adeonella
Adeonella is een geslacht van mosdiertjes uit de familie van de Adeonidae en de orde Cheilostomatida. De wetenschappelijke naam ervan werd in 1884 voor het eerst geldig gepubliceerd door George Busk.

## Soorten
- Adeonella abdita Hayward & Cook, 1983
- Adeonella alia Hayward & Cook, 1983
- Adeonella aspera Hayward, 1988
- Adeonella assegai Boonzaaier-Davids, Florence & Gibbons, 2020
- Adeonella atlantica Busk, 1884
- Adeonella calveti Canu & Bassler, 1930
- Adeonella cecilleana (d'Orbigny, 1852)
- Adeonella circumspecta Hayward, 1988
- Adeonella concinna Hayward, 1988
- Adeonella confusanea Hayward & Cook, 1983
- Adeonella conspicua Hayward & Cook, 1983
- Adeonella coralliformis O'Donoghue, 1924
- Adeonella cracens Hayward & Cook, 1979
- Adeonella cultrata Hayward, 1981
- Adeonella damicornis  Hayward, 1988
- Adeonella decipiens Hayward & Cook, 1983
- Adeonella distenta Hayward, 1988

- Adeonella distincta Hayward & Cook, 1983
- Adeonella elegans Lu, Nie & Zhong in Lu, 1991
- Adeonella elegantula Hayward, 1988
- Adeonella expansa O'Donoghue, 1924
- Adeonella extensa Harmer, 1957
- Adeonella falcicula Hayward, 1981
- Adeonella flabellata Rosso & Novosel, 2010
- Adeonella fuegensis (Busk, 1854)
- Adeonella gibba Hayward & Cook, 1983
- Adeonella glypta Marcus, 1922
- Adeonella guttata Hayward, 1988
- Adeonella haywardii Amui, 2005
- Adeonella inaequalis Waters, 1912
- Adeonella infirmata Hayward & Cook, 1983
- Adeonella intricaria Busk, 1884
- Adeonella jahanai Hirose, 2016
- Adeonella lichenoides (Lamarck, 1816)

- Adeonella ligulata O'Donoghue, 1924
- Adeonella lobata Hayward, 1988
- Adeonella majuscula Hayward & Cook, 1979
- Adeonella meridionalis Hayward, 1988
- Adeonella pallasii (Heller, 1867)
- Adeonella patagonica Hayward, 1988
- Adeonella pluscula Hayward, 1988
- Adeonella polystomella (Reuss, 1848)
- Adeonella pozarae Rosso & Novosel, 2010
- Adeonella purpurea Hayward, 1988
- Adeonella pygmaea Levinsen, 1909
- Adeonella regularis Busk, 1884
- Adeonella similis Hayward, 1988
- Adeonella spathulata Hayward, 1988
- Adeonella tuberosa Hayward, 1988

Niet geaccepteerde soorten:
- Adeonella distoma (Busk, 1858) → Adeonellopsis distoma (Busk, 1858)
- Adeonella hexangularis Okada, 1920 → Adeonellopsis hexangularis (Okada, 1920)
- Adeonella insidiosa Jullien, 1903 → Reptadeonella insidiosa (Jullien, 1903)
- Adeonella japonica Ortmann, 1890 → Adeonellopsis japonica (Ortmann, 1890)
- Adeonella jellyae Levinsen, 1909 → Laminopora jellyae  Levinsen, 1909)
- Adeonella marginata Robertson, 1921 → Adeonella lichenoides (Lamarck, 1816)
- Adeonella meandrina O'Donoghue & de Watteville, 1944  → Adeonellopsis meandrina (O'Donoghue & de Watteville, 1944)
- Adeonella minutipora Canu & Bassler, 1929 → Adeonella lichenoides (Lamarck, 1816)
- Adeonella pectinata Busk, 1884 → Adeonella lichenoides (Lamarck, 1816)
- Adeonella platalea (Busk, 1854) → Adeonella lichenoides (Lamarck, 1816)
- Adeonella polymorpha Busk, 1884 → Adeonella lichenoides (Lamarck, 1816)
- Adeonella ponticula O'Donoghue, 1924 → Gephyrophora polymorpha Busk, 1884
- Adeonella serrata Canu, 1907 → Adeonella lichenoides (Lamarck, 1816)
- Adeonella sparassis Ortmann, 1890 → Adeonellopsis sparassis (Ortmann, 1890)
- Adeonella tuberculata Busk, 1884 → Adeonellopsis tuberculata (Busk, 1884)